# Elisa Au
Pour les articles homonymes, voir Au.
Elisa Au ( 29 mai 1981 - ) est une karatéka américaine connue pour les trois titres de championne du monde qu'elle a remporté en kumite individuel féminin plus de 60 kilos et open aux championnats du monde de karaté 2002 et 2004.

## Palmarès
- 21 novembre 2002 :  médaille d'or en kumite individuel féminin plus de 60 kilos aux championnats du monde de karaté 2002 à Madrid, en Espagne[1].
- 18 novembre 2004 :
  -  médaille d'or en kumite individuel féminin plus de 60 kilos aux championnats du monde de karaté 2004 à Monterrey, au Mexique[2].
  -  médaille d'or en kumite individuel féminin open aux mêmes championnats[2].
- 2006 : Septième en kumite individuel féminin open aux championnats du monde de karaté 2006 à Tampere, en Finlande[3].